# Jim Carey
För skådespelaren med liknande namn, se Jim Carrey.
James Carey, född 31 maj 1974 i Dorchester, Massachusetts, är en amerikansk före detta professionell ishockeymålvakt i NHL. Carey vann Vezina Trophy, priset som NHL:s bästa målvakt, 1995–96. Han spelade då för Washington Capitals. Han spelade också för Boston Bruins och St. Louis Blues under sin korta NHL-karriär. Han slutade med hockeyn 1999, 25 år gammal.